# Cluzobra tridigitata
Cluzobra tridigitata är en tvåvingeart som beskrevs av Loïc Matile 1996. Cluzobra tridigitata ingår i släktet Cluzobra och familjen svampmyggor.
Artens utbredningsområde är Peru. Inga underarter finns listade i Catalogue of Life.